# Kord Kandi (Mijandoab)
Kord Kandi – wieś w Iranie, w ostanie Azerbejdżan Zachodni, w szahrestanie Mijandoab. W 2006 roku liczyła 333 mieszkańców.